# Нерівність трикутника Ружі
Нері́вність трику́тника Ружі пов'язує всі попарні множини різниць трьох множин у довільній групі.

## Формулювання
Нехай {\displaystyle (G,+)} — група і {\displaystyle U,V,W\subset G}.
Тоді {\displaystyle |U|\cdot |V-W|\leq |V-U|\cdot |U-W|}, де {\displaystyle A-B=\left\lbrace {a-b:a\in A,b\in B}\right\rbrace }.

### Нерівність трикутника із додаванням
Є ще одна нерівність, аналогічна нерівності трикутника Ружі, яка, однак, доводиться складніше, ніж класична — з використанням нерівності Плюннеке — Ружі, яку саму доводять зі використанням класичної нерівності Ружі.
{\displaystyle |U|\cdot |V+W|\leq |V+U|\cdot |U+W|}

## Доведення
Розглянемо функцію {\displaystyle \varphi :(V-U)\times (U-W)\to (V-W)}, що визначається як {\displaystyle \varphi (x,y)=x+y}. Тоді для кожного образу {\displaystyle v-w\in V-W} існує не менше {\displaystyle |U|} різних прообразів вигляду {\displaystyle (v-u,u-w),u\in U}. Це означає, що загальна кількість прообразів не менша, ніж {\displaystyle |V-W||U|} . Значить, {\displaystyle |U||V-W|\leq |V-U||U-W|}.

## Аналогія з нерівністю трикутника
Розглянемо функцію, що визначає «відстань між множинами» в термінах різниці Мінковського:
{\displaystyle \rho (A,B)=\log {\frac {|A-B|}{\sqrt {|A||B|}}}}
Ця функція не є метрикою, тому що для неї не виконується рівність {\displaystyle \rho (A,A)=0}, але вона, очевидно, симетрична, і з нерівності Ружі безпосередньо випливає нерівність трикутника для неї:
{\displaystyle \rho (V,W)\leq \rho (V,U)+\rho (U,W)}

## Наслідки
Підставивши {\displaystyle V=W=A,U=B}, отримаємо
{\displaystyle |B|\cdot |A-A|\leq |A-B|^{2}}
{\displaystyle |A-A|\leq \left({\frac {|A-B|}{|B|}}\right)\cdot |A-B|}
{\displaystyle |A-B|\leq K\cdot |B|,K\in {\mathbb {R} }\Rightarrow |A-A|\leq K^{2}\cdot |B|}
Підставивши {\displaystyle W=-W'}, отримаємо
{\displaystyle |U|\cdot |V+W'|\leq |V-U|\cdot |U+W'|}
Підставивши {\displaystyle U=-U'}, отримаємо
{\displaystyle |U'|\cdot |V-W|\leq |V+U'|\cdot |U'+W|}.